# 杉村暁
杉村 暁（すぎむら あき、1950年5月15日 - ）は、日本の女優。東京都出身。特技は日舞。三味線。
宝塚歌劇団出身。主に舞台、テレビドラマを中心に活躍する。

## 人物
- 泉ピン子との共演が多い。
- 俳優の藤岡琢也の葬儀の際、裏で泉ピン子のそばに付き添っていた。

## 出演

### テレビドラマ
- 女の言い分（1994年、TBS）
- 月曜ドラマスペシャル「バツイチ・トリオ 女だけの便利屋事件簿3」（1999年、TBS）
- 土曜ワイド劇場
  - 「大惨事 ツアーバス転落!」（2001年、ANB）
  - 「警視庁女性捜査班4・同居人は夫殺しの女!」（2003年、EX）
  - 「デパート仕掛け人!天王寺珠美の殺人推理」（2007年、ABC）
- 女と愛とミステリー （TX）
  - 「女難記者・浦上伸介特ダネ事件ファイル2・長崎異人館の死線!」（2002年）
  - 「動物病院ドクトル花子の殺人カルテ!」（2003年）
  - 「松本清張特別企画・喪失の儀礼 狙われた医師 異常な殺人儀式!!」（2003年）
- 月曜ミステリー劇場 （TBS）
  - 「自治会長・糸井緋芽子社宅の事件簿3」（2003年）阿久津しのぶ
  - 自治会長・糸井緋芽子社宅の事件簿スペシャル 第7作(2006)桃山かおる
  - 「夜盗・外国人宅を狙い闇を走る怪盗」（2005年）
- 女子刑務所東3号棟（2003年、TBS）
- ラブ・ジャッジ（2003年、TBS）
- ちょっと待って、神様（2004年、NHK）
- 赤い月（2004年、TX）
- 水曜プレミア「がんばらないII」（2004年、TBS）
- ラブ・ジャッジ2（2004年、TBS）
- ヤンキー母校に帰る〜旅立ちの時 不良少年の夢（2005年、TBS）
- 零のかなたへ〜THE WINDS OF GOD〜（2005年、ABC）
- 水曜ミステリー9 （TX）
  - 「家政婦・春子の潜入記」（2005年）
  - 「多摩南署たたき上げ刑事・近松丙吉5・四人の目撃者」（2005年）
  - 「港町人情ナースシリーズ」（2007年 -）
- 名司会者・寿鶴子 殺人スピーチ（2005 - 2008年） - 野坂多佳子 役
- 女の一代記（2005年、フジテレビ） ‐ 河野ユキ
- DRAMA COMPLEX （NTV）
  - 「浅草美女の湯殺人事件」（2005年）
  - 「伝説の秋田犬 ハチ」（2006年）
- 里見八犬伝（2006年、TBS）
- クロサギ 第7話「霊感商法詐欺 ライバル神志名刑事の過去」（2006年、TBS）
- 笑える恋はしたくない 第1話「モテない男女のリアル切ない涙と笑いのクリスマス恋物語」（2006年、TBS）
- 佐賀のがばいばあちゃん（2007年、フジテレビ）
- 月曜ゴールデン （TBS）
  - 「パートタイム裁判官2」（2007年）
  - 「おばさん会長・紫の犯罪清掃日記 ゴミは殺しを知っている8」（2010年）
  - 「女子刑務所東三号棟8」（2010年6月21日）
- ジョシデカ!-女子刑事- 第5話「捜査線上に浮かんだ意外な容疑者」（2007年、TBS）
- あんどーなつ 第8話「しょっぱい帰郷」（2008年、TBS）
- フジテレビ開局50周年記念ドラマ特別企画 黒部の太陽（2009年3月、フジテレビ）
- ハンチョウ〜神南署安積班〜 第6話（2009年5月、TBS）
- となりの芝生（2009年7月-9月、TBS）
- 十津川刑事の肖像2（2010年） - 桐下看護師長
- 渡る世間は鬼ばかり 最終シリーズ（2010年10月、TBS）
- TBS開局60周年記念ドラマ「99年の愛〜JAPANESE AMERICANS〜」（2010年11月、TBS） - 収容所の女性 役

### 舞台
- 放浪記
- 森の石松
- 男を金にする女
- 夕やけこやけでまだ日はくれぬ
- 晩菊
- おんな太閤記〜あさひの巻
- 江戸情話 さくら吹雪